# St. Augustinus (Willingen)

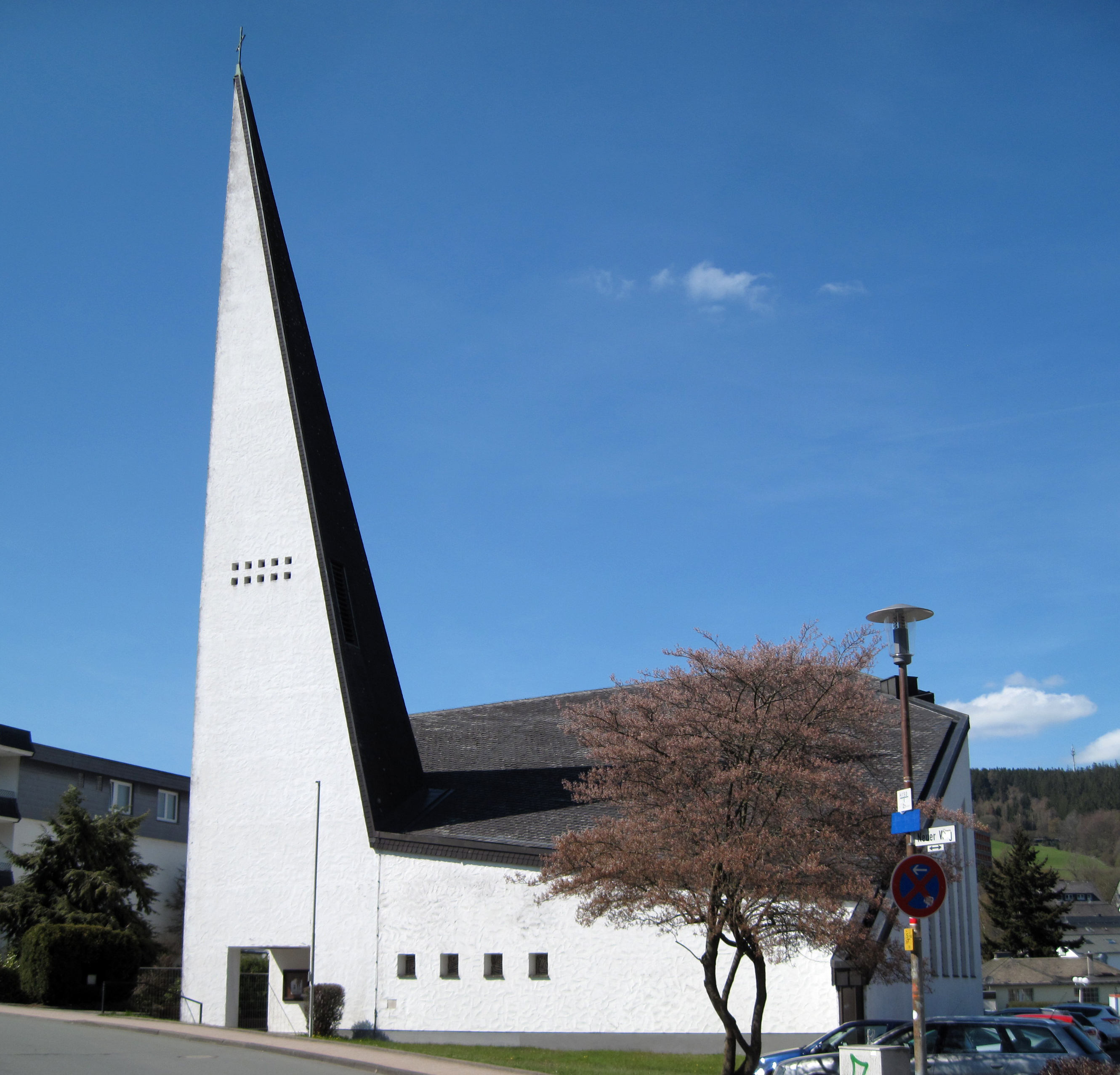
St. Augustinus

Die katholische Pfarrkirche St. Augustinus ist ein ortsbildprägendes Kirchengebäude in Willingen, einer Gemeinde im Landkreis Waldeck-Frankenberg (Hessen). Die Kirchengemeinde gehört zum Dekanat Waldeck im Erzbistum Paderborn.

## Geschichte und Architektur

### Vorgängerkirche
Die Vorgängerkirche wurde 1954 nach Plänen des Architekten Aloys Dietrich errichtet. Nach dem Ende des Zweiten Weltkrieges siedelten sich zahlreiche Heimatvertriebene in Willingen an und machten den Neubau einer katholischen Kirche erforderlich. Diese wurde mit Hilfe des Bonifatiusvereins errichtet. 
Die einfache Saalkirche mit eingezogenem Chor war mit einem hohen Satteldach gedeckt, das mit einem Dachreiter bekrönt war. In den Innenraum wurde eine segmentbogige Decke eingezogen. Auffallend war das große runde Fenster in der Giebelwand, es wurde, ebenso wie das Fresko in der Altarwand, nach Entwürfen von Ernst Suberg gestaltet. Im Laufe der nächsten Jahre entwickelte sich Willingen zu einem Urlaubsort, die Kirche wurde zu klein und wies außerdem bauliche Mängel auf, so dass ein Neubau geplant wurde.

### Heutige Kirche
Der Neubau, ein länglicher Raum mit seitlicher Aufweitung, wurde von 1965 bis 1966 nach Plänen des Architekten Hugo Siepmann errichtet. Der Innenraum ist trapezförmig, der Versatz der rechten Außenwand durch ein hohes Fenster gegliedert, das den Altarraum belichtet. Die linke Außenwand besitzt keinen Versatz, sie verbreitert den Raum bis zur Rückwand, die rechtwinklig einläuft. Die Seitenpforte ist in die linke Wand eingelassen. Die beiden Seitenwände sind durch fünf hohe Fenster mit Betonverglasungen von Ernst Suberg gegliedert. Diese Fenster sind bedingt durch die Decke, schräg angeschnitten. Die sehr steile Dachfläche des Turmes steht im Gleichgewicht zur leicht geneigten Dachfläche der Kirche.

## Ausstattung

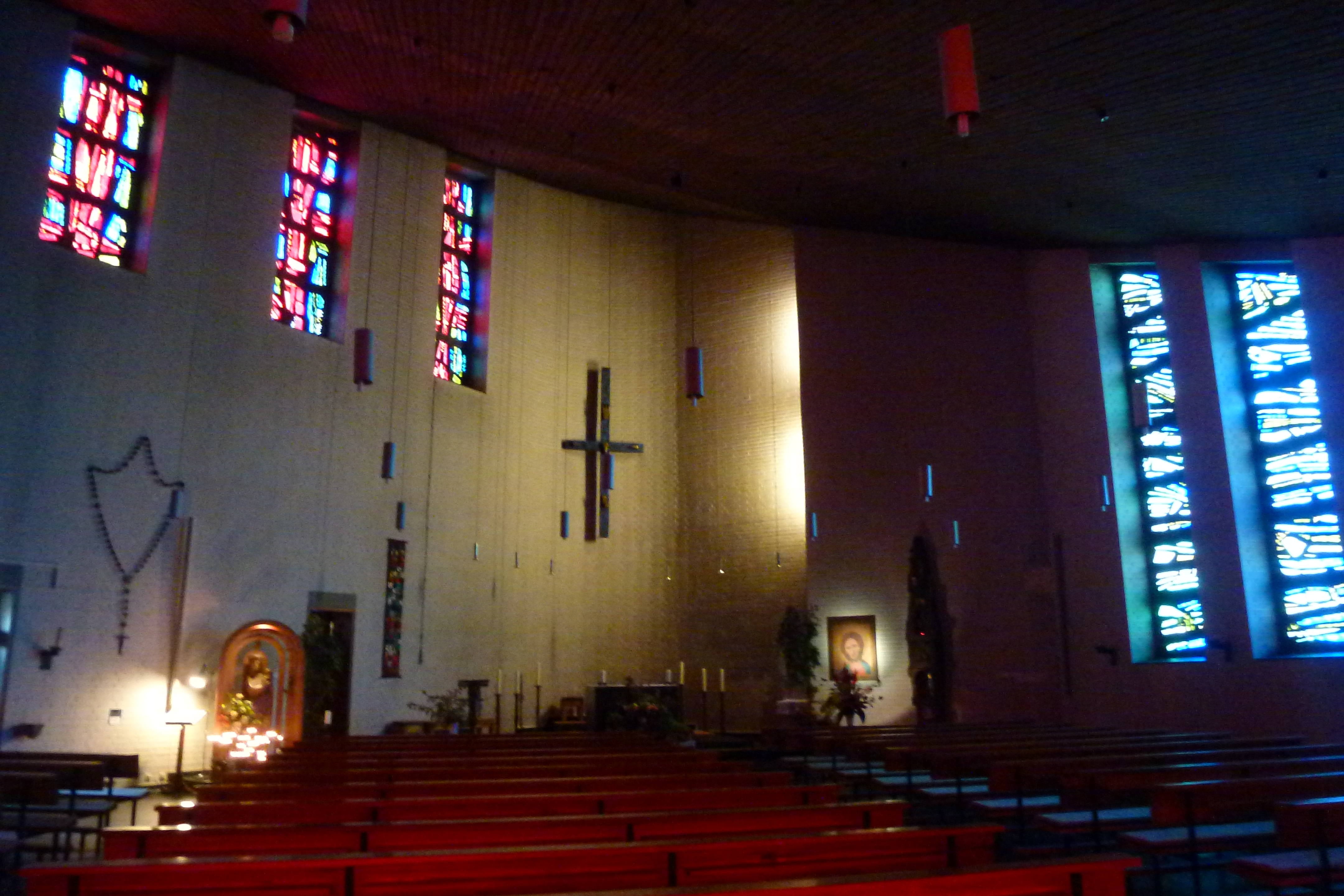
St. Augustinus Innenraum

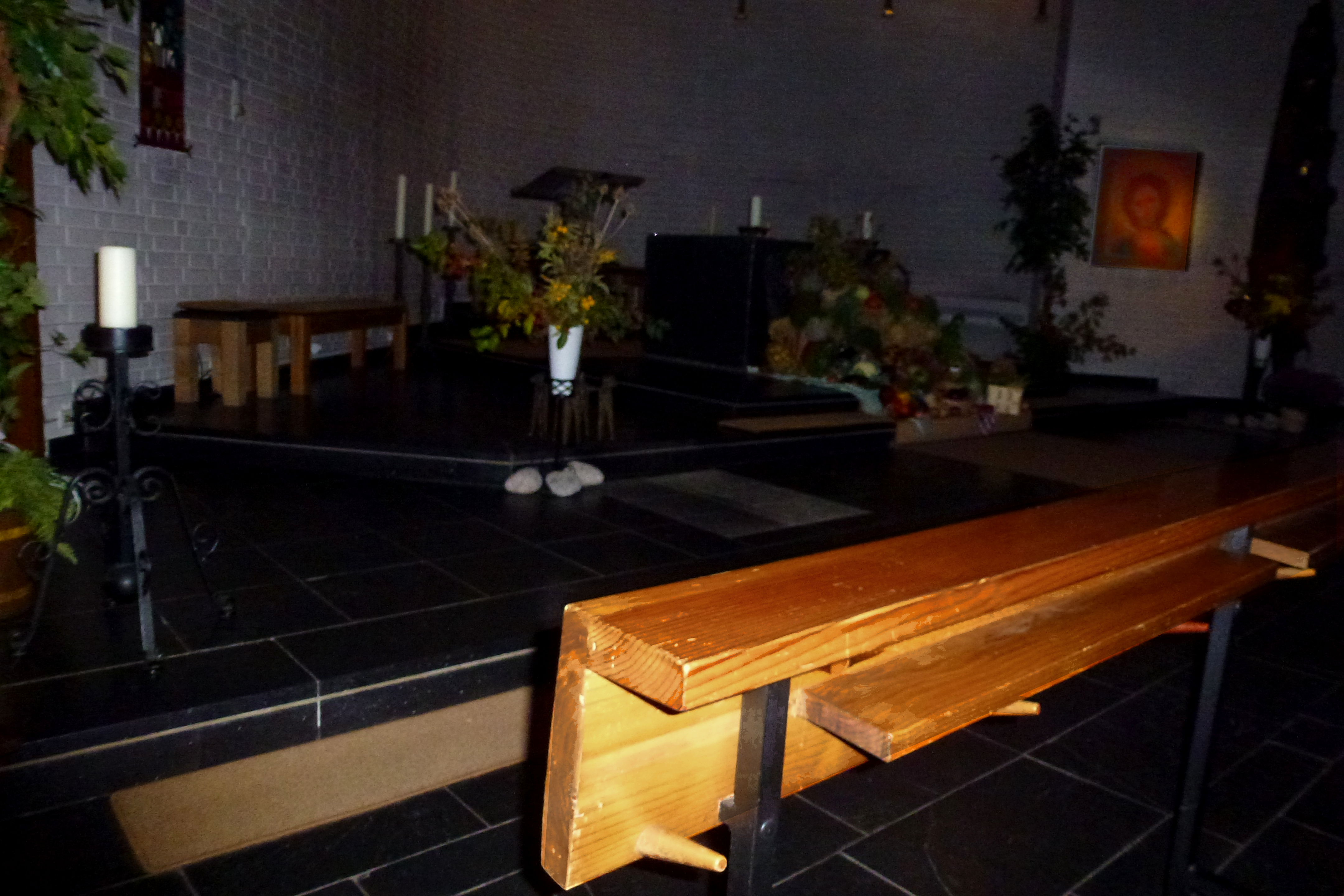
St. Augustinus Altarraum

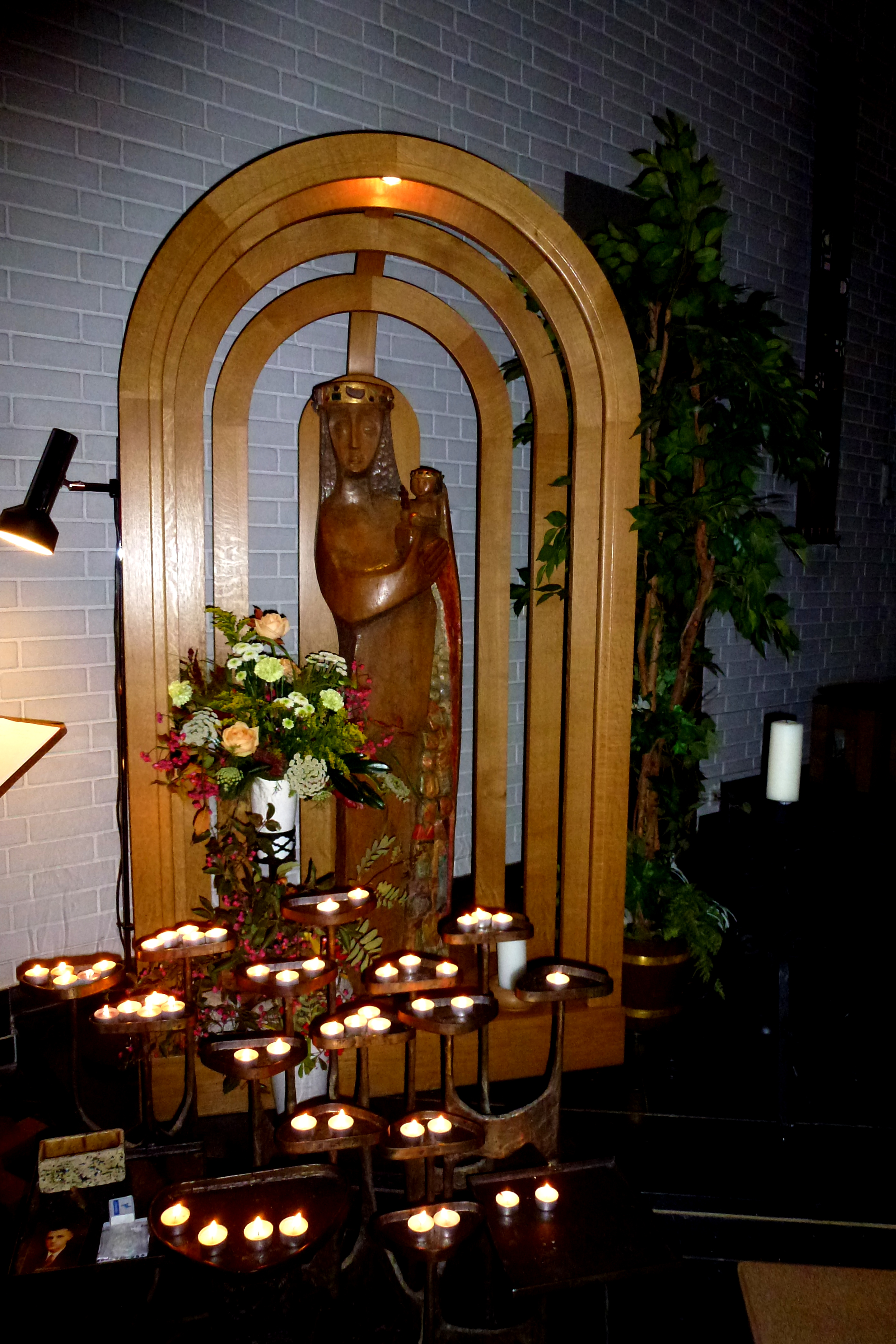
St. Augustinus Madonna

- Der Altar ist an der Rückseite von einer Mauerrundung eingefasst, sie setzt sich in den Außenwänden des Gebäudes fort. Der Altarblock aus Schiefer steht um drei Stufen erhöht.
- Das Gestühl ist in zwei Blöcken auf den Altar ausgerichtet, ein dritter Block steht auf der linken Seite des Raumtrapezes.
- Der Beichtstuhl, die Taufstelle und die Orgelempore befinden sich linksseitig.
- Auch das hohe Wandkreuz, die Schutzmantelmadonna und der Tabernakelturm sind Arbeiten von Ernst Suberg.[4]

## Turm
Der Turm besteht aus zwei in spitzem Winkel zueinander stehenden Mauerscheiben. Diese Scheiben sind seitlich angeschrägt und laufen oben als Spitze aus. Der Innenraum der Kirche ist durch den Kirchturm erschlossen, der als außenseitiger Zugangsraum dient. Die rückseitige Wand der Kirche liegt in einer Flucht mit der äußeren Turmwand, das Pultdach darüber erreicht seinen höchsten Punkt über dem Altarraum. Die Dachflächen auf der Rückseite des Turmes steigen steil auf. Die hohen Wände des Turmes sind nach Süden zum Ettelsberg gerichtet, sie heben sich von den dunklen Dächern in der Umgebung ab.